# سيرهي دانيلتشنكو
سيرهي دانيلتشنكو (بالأوكرانية: Данильченко Сергій Петрович)‏ (مواليد 27 أبريل 1974) هو ملاكم أوكراني، مثّل بلاده في الألعاب الأولمبية الصيفية 2000 وحقق الميدالية الفضية في فئة وزن البانتام.

## روابط خارجية
سيرهي دانيلتشنكو على موقع بوكس ريك (الإنجليزية) (registration required)
- سيرهي دانيلتشنكو على موقع أوليمبيديا (الإنجليزية)